# Pannenhuis (stație de metrou din Bruxelles)
Pannenhuis este o stație de metrou de pe linia 6 (fosta linie 1A), situată în comuna belgiană Laeken, în nord-vestul Regiunii Capitalei Bruxelles, aproape de limita administrativă cu comuna Jette.

## Istoric
Stația de metrou Pannenhuis a fost deschisă pe 5 octombrie 1982, în același timp cu Bockstael, Belgica, Simonis și Ossegem, odată cu prelungirea liniei 1A de la Beekkant spre Bockstael. După reorganizarea rețelei de metrou în 2009, stația deservește linia 6.

## Caracteristici
Stația este denumită după Strada Pannenhuis, situată la vest, în comuna Jette. Ea este situată la exterior, paralel cu terasamentul de ferată al liniei 28, și este echipată cu un acoperiș. Accesul în stație se face printr-o singură intrare, care conduce la un peron central. Cele două șine sunt dispuse de o parte și de cealaltă a acestuia.
Din decembrie 2015, în apropiere a fost deschisă gara feroviară Tour et Taxis de pe linia 28. Aceasta, care s-a numit anterior tot „Pannenhuis”, este conectată direct cu stația de metrou.
În contrast cu majoritatea stațiilor metroului din Bruxelles, în „Pannenhuis” nu este expusă nici o lucrare de artă. Plafonul stației este decorat cu multiple hublouri și cilindri. Culoarea dominantă este portocaliul.

## Legături

### Linii de metrou ale STIB
- 6 Roi Baudouin / Koning Boudewijn - Elisabeth

## Locuri importante în proximitatea stației
- Parcul liniei 28, parte a marelui parc Tour et Taxis;[3]
- Situl industrial Tours et Taxis;

## Galerie de imagini

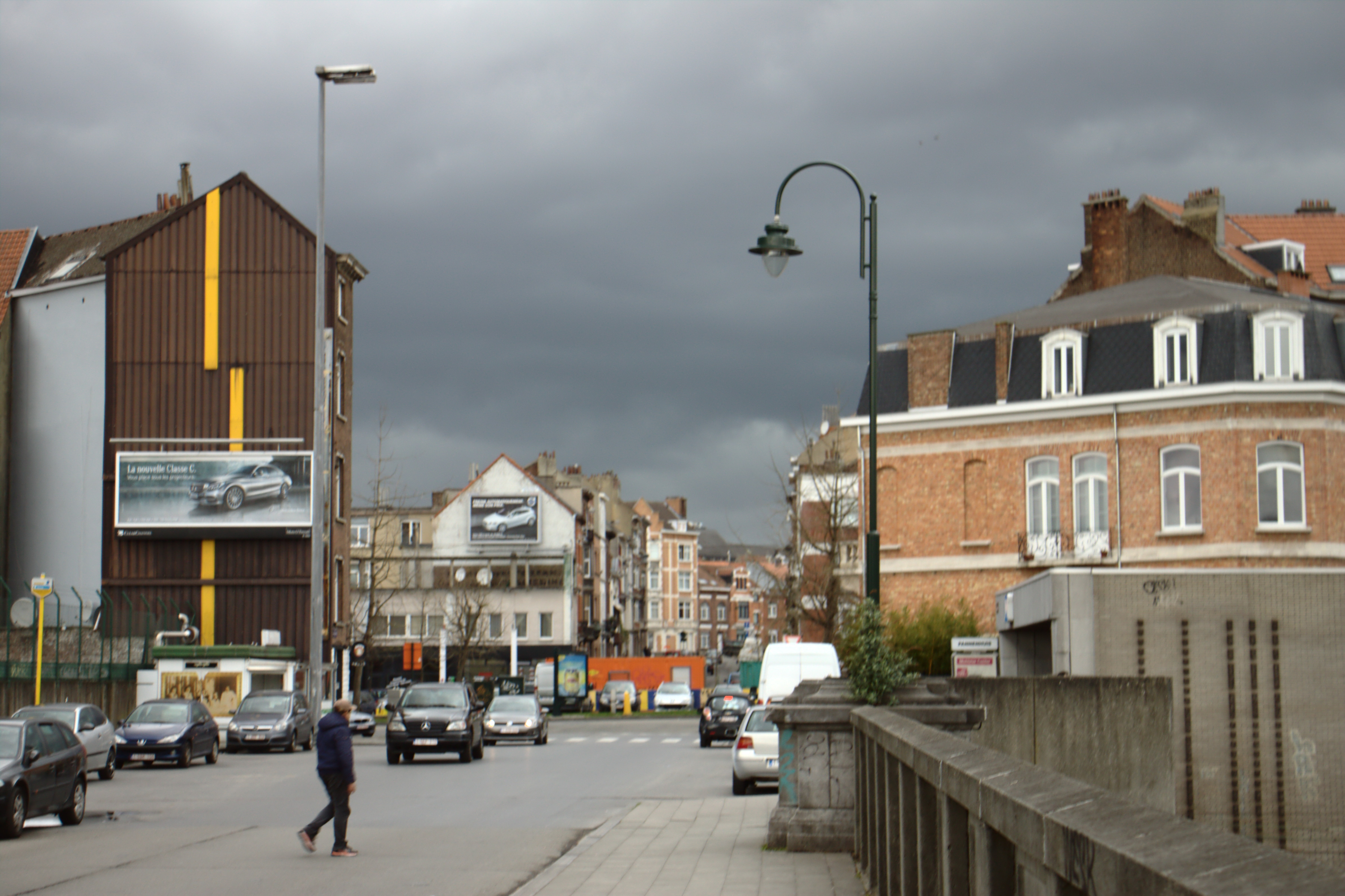
Intrarea în stație se află în dreapta podului.
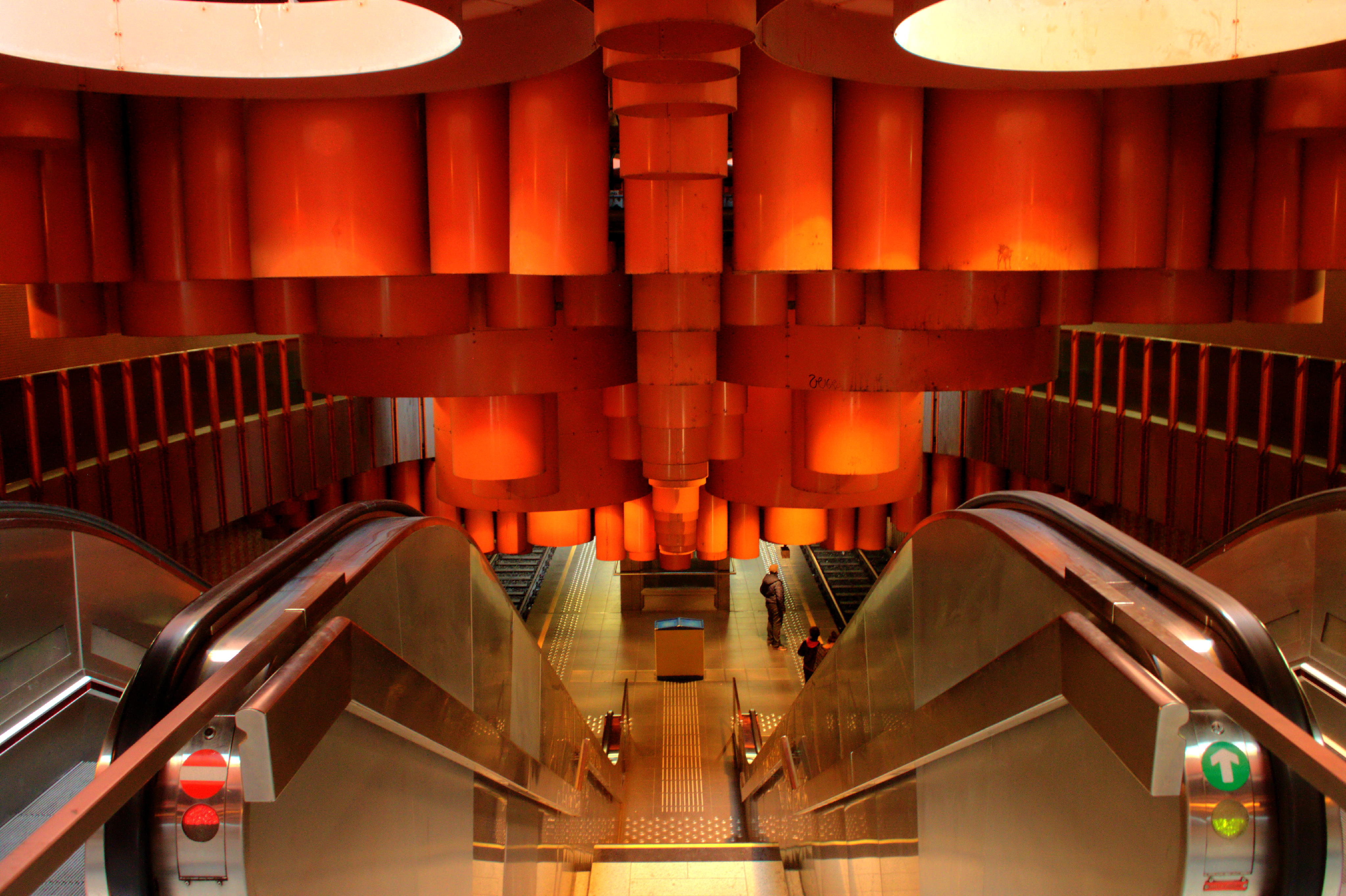
Accesul spre peronul central.